# Salicornia procumbens
Salicornia procumbens — вид квіткових рослин родини щирицевих (Amaranthaceae).

## Поширення
Росте у Європі, Марокко й Туреччині.